# Mostros
Mostros es el cuarto álbum de estudio de la banda de rock ska Maldita Vecindad, lanzada al mercado el 29 de septiembre de 1998 por Sony BMG.
Fue grabado entre México y Estados Unidos y constituyó la última producción del grupo con el sello multinacional BMG, aunque se siguieron sacando reediciones y recopilaciones de su música por el mismo sello. En el interior del librillo la banda agradece a varios músicos y bandas latinoamericanas, adicionalmente se realizó el video de "El Cocodrilo". Canciones como "El Barzón", "El Tieso y la Negra Soledad" y "El Cocodrilo" son auténticos himnos de los fanes.

## Lista de canciones
La mayoría de los temas fueron compuestos por Maldita Vecindad.
1. El Malasuerte
2. Patineto
3. El Cocodrilo
4. El Teporocho
5. Camaleón
6. El Barzón (de Luis Pérez Meza)
7. Caer
8. El Tieso y la Negra Soledad
9. 2 de Octubre
10. Tatuaje
11. Mostros
12. Sirena (track escondido)

## Créditos

### Maldita Vecindad
- Roco — voz.
- Pato — guitarra.
- Aldo — bajo y coros.
- Sax — saxofón, trompeta, guitarra, piano, gaita, órgano y didyeridú.

### Música adicional
- Irving Lara  — pianos,
- John Pantle  — trombón
- Noe Gonzalez — Leona

### Producción
- Michael Brook  — productor.
- Raúl Duran — masterización.